# 姜简
姜简（?—?），秦州上邮县（今甘肃省天水市）人，唐朝官员，国公。

## 生平
唐朝功臣姜行本的儿子，袭封郕国公。姜简官至安北都护，死后儿子姜晞嗣位，开元初年任左散骑常侍。他的弟弟姜柔远的儿子姜皎，开元初年任太常卿。
《新唐书》称姜简永徽二年（651年），尚唐太宗长女襄城公主有误，襄城公主丈夫萧锐当时还在世，襄城公主不可能改嫁。

## 传记资料
- 《旧唐書》列传第九·姜行本传